# Giulio Giovannini
Giulio Giovannini (Trento, 21 aprile 1925 – Carano, 24 novembre 2005) è stato un alpinista italiano.

## Biografia[4]
Avvocato e consulente con una passione per lo sport, co-fondatore e per 19 anni presidente della Marcialonga di Fiemme e Fassa. Socio della SAT-Società degli Alpinisti Tridentini dal 1939, entra a far parte della sezione universitaria e, da studente di legge presso l'Università di Bologna, diventa presidente della SUSAT, dal 1947 al 1949; contemporaneamente contribuisce a rifondare la Scuola di alpinismo e scialpinismo Giorgio Graffer della quale Giovannini fu direttore dal 1947 al 1951 e organizza i primi corsi estivi al rifugio Silvio Agostini sul Brenta e al rifugio Vajolet sul Catinaccio con il primo nucleo di istruttori: Leonardi, Sebastiani, Disertori, Corradini, Fornaciari i fratelli Paolo e Renzo Graffer.
Collabora a fondare il primo comitato delle guide alpine e portatori del Trentino di cui è presidente fino al 1950. Nel 1954 diventa avvocato ma la sua dedizione per la montagna non diminuisce e guida il Corpo di Soccorso Alpino della Sat dal 1956 al 1966, ricoprendo anche la carica di consigliere centrale del Club Alpino Italiano dal 1960 al 1961.
La passione per lo sci alpino unita alle sue capacità organizzative e competenze tecniche, lo impegnano come membro della commissione tecnica della Federazione italiana sport invernali dello sci alpino dal 1950 al 1962 e dal 1966 al 1970 e lo portano a presiedere l'Associazione dei maestri di sci, una prima volta dal 1960 al 1962 e poi dal 1976 al 1986, infine a diventarne presidente onorario. Fu anche membro della sottocommissione Piste della Federazione Internazionale Sci (FIS) dal 1970 al 1995.
Da avvocato, Giulio Giovannini si impegnò per scrivere la legge quadro nazionale per il riconoscimento ufficiale della professione dei maestri di sci, legge che venne approvata dal Parlamento l'8 marzo 1991 dopo un lungo iter legislativo.
Il nome di Giulio Giovannini è inoltre indissolubilmente legato a due grandi eventi sportivi che hanno fatto conoscere e crescere a livello popolare lo sci di fondo e dato impulso turistico alla Valle di Fiemme in particolare: laMarcialonga di Fiemme e Fassa che ideò con Mario Cristofolini, Roberto Moggio e Nele Zorzi, al ritorno dalla loro partecipazione alla Vasaloppet, e i primicampionati del mondo di sci nordico in Val di Fiemme.
Della Marcialonga Giulio Giovannini fu appunto ideatore, cofondatore e presidente del Comitato Organizzatore dal 1983 al 1993; dei Campionati mondiali di sci nordico 1991 fu presidente del Comitato promotore.
Nel 2003 fu insignito dell'Aquila di San Venceslao, il più alto riconoscimento che la Provincia autonoma di Trento assegna annualmente.
Nel 2010, la SUSAT-sezione universitaria della SAT, gli dedica una via di roccia sullaPala di Carpella, soprastante il rifugio Monzoni Torquato Taramelli nelle Dolomiti della Val di Fassa.
La SAT nel 2013 gli dedica il sentiero dei Pieroni in Val di Lagorai nel Comune di Tesero, affinché la sua figura di “uomo di legge e di montagna” sia perennemente ricordata.